# Waygal
Waygal é um distrito da província de Nurestan, no Afeganistão.